# أنطون جافل
أنطون جًافل (بالألمانية: Anton Gavel) مواليد 24 أكتوبر 1984، هو لاعب كرة سلة ألماني بدأ مسيرته الاحترافية في سنة 2001 ويحمل الرقم 25. يبلغ طوله 6 قدم 2.5 بوصة (1.9 م).

## روابط خارجية
- أنطون جافل على موقع الاتحاد الدولي لكرة السلة (الإنجليزية)
- أنطون جافل على موقع الدوري الأوروبي لكرة السلة (الإنجليزية)
- أنطون جافل على موقع الدوري الإسباني لكرة السلة (الإسبانية)
- أنطون جافل على موقع كرة السلة الأوروبية.كوم (الإنجليزية)
- أنطون جافل على موقع DraftExpress.com (الإنجليزية)
- أنطون جافل على موقع ريلجم (الإنجليزية)
- أنطون جافل على موقع بروبوليرز (الإنجليزية)
- أنطون جافل على موقع سبورتس رفرنس (الإنجليزية)